# Natri chromat
Natri Chromiat (Na2CrO4) là một hợp chất vô cơ dạng rắn màu vàng được dùng như chất ức chế an mòn trong công nghiệp xăng dầu, một chất phụ nhuộm trong công nghiệp dệt, như một chất bảo quản gỗ, và như một dược phẩm chẩn đoán trong việc xác định hồng cầu.

## Điều chế và tính chất
Nó được tạo thành từ phản ứng giữa natri điChromiat và natri hydroxide. Nó có khả năng hút ẩm và tạo các tinh thể ngậm 4, 6, 10 phân tử nước. Natri Chromiat, như các hợp chất Chromi(VI) khác, có thể gây ung thư.
Hợp chất này là một chất oxy hóa mạnh. Nó tan được trong nước, tạo ra dung dịch có tính base nhẹ.